# شهر الجلال
دومین ماه از ماه‌های سال ۳۶۱ روزه آیین بیانی است که توسط سید علی محمد باب در کتاب چهارشآن به آن اشاره شده است.
- الأسماء کلشیئ - چهار شآن

همچنین
دومین ماه از ماه‌های ۱۹گانه در گاه‌شماری بهائی است که مثل همه ماه‌های این گاه‌شماری دارای ۱۹ روز می‌باشد.

## رویدادها
عید مرآتیت (روز انتصاب میرزا یحیی نوری به مقام جانشینی)
| عنوان                                                                             | تقویم بدیع بیانی                             | هجری قمری               | هجری شمسی       | میلادی        | توضیحات                                       |
| --------------------------------------------------------------------------------- | -------------------------------------------- | ----------------------- | --------------- | ------------- | --------------------------------------------- |
| عید مرآتیت - روز تنصیص میرزایحیی نوری صبح ازل به مقام جانشینی سید علی محمد شیرازی | یوم الجلال- ششم ماه دوم (جلال) سال اول بیانی | شنبه ۲۹ جمادی‌الاول ۱۲۶۶ | ۲۴ فروردین ۱۲۲۹ | ۱۳ آوریل ۱۸۵۰ | روز جلال بودن آن به تصریح صبح ازل می‌باشد. (۲) |